# Asesinato de Holly Bobo
Holly Lynn Bobo (12 de octubre de 1990 - 13 de abril de 2011) fue una mujer estadounidense que desapareció el 13 de abril de 2011 de su hogar en Darden, Tennessee. Bobo fue vista por última vez con vida por su hermano, Clint, poco antes de las 8 a.m. caminando hacia los bosques de alrededor con un hombre que vestía camuflaje. En septiembre de 2014, unos restos parciales fueron descubiertos en la parte norte del condado de Decatur y su muerte fue catalogada como homicidio por herida de bala en la parte trasera de la cabeza. Bobo era la prima de la cantante Whitney Duncan.
Seis hombres han sido arrestados por varios grados de participación en el crimen. Sin embargo, solo tres de esos seis han sido procesados. La mayoría de los arrestos fueron hechos sobre las bases de la confesión de un hombre con una discapacidad intelectual llamado John Dylan Adams, quien le dijo a la policía que vio a su hermano, Zach y otro amigo, Jason Autry con Holly en la casa del primero, luego de su secuestro. Se desconoce qué razón llevó a la policía a interrogar a Dylan sobre la desaparición de Bobo. Dylan, Zach y Autry fueron acusados de secuestro agravado, homicidio en primer grado y violación. De los otros tres hombres arrestados, dos de ellos fueron dejados en libertad y uno se suicidó sin que ningún cargo fuera elevado en su contra.
El caso ha tenido varios contratiempos, tales como la muerte de un sospechoso, múltiples cambios en el equipo fiscal y disputas con el Bureau de Investigación de Tennessee (TBI por sus siglas en inglés). La fiscalía ha sido duramente criticada por su misteriosa ineptitud de producir evidencia en contra de los acusados, faltar a varios límites de tiempo y por hacer cambios frecuentes y sin explicaciones a los cargos en contra de los detenidos. El TBI incluso llegó a retirar sus servicios de todo el distrito luego de que la fiscalía los acusara de poner en peligro el caso al proceder "tan lentamente que los acusados siempre estaban un paso más adelante que el TBI, además de filtrar información y posiblemente ocultar evidencia". Los abogados defensores de los hombres dijeron que todavía esperaban recibir la lista de elementos detallando el caso en contra de sus clientes y el resultado de las pruebas forenses realizados sobre evidencia del caso a un año de que los arrestos se hayan hecho, y llenaron mociones para retirar los cargos en bases de "Silencio y tácticas de cerrojo". Los arrestos tuvieron lugar a principios de 2014, pero no fue hasta julio de 2015 que se anunció que los acusados habían recibido acceso a todas las evidencias en su contra.
El 22 de septiembre de 2017, un jurado halló a Zach culpable de todos los cargos, incluido el de homicidio en primer grado. Fue condenado a cadena perpetua más 50 años, el 23 de septiembre. Él todavía mantiene su inocencia. En enero de 2018, el hermano de Zach, Dylan, aceptó una doctrina Alford y fue sentenciado a 35 años en prisión.

## Historia
En el momento de su desaparición, Holly Bobo tenía 20 años y era una estudiante de enfermería en un programa práctico y licenciado de enfermería en la Universidad de Tennessee, en el centro de Martin Parsons, en Parsons, conviviendo con sus padres y su hermano, en Darden. Sus amigos la describen como tímida y dulce. Era la prima de la cantante de música country, Whitney Duncan. En 2017, Duncan lanzó una canción titulada "Better Place", en memoria de Holly.

## Desaparición
Abajo se detalla una línea de tiempo de los eventos de la mañana del 13 de abril de 2011, basados en declaraciones de testigos y registros telefónicos:
- 4:30 a.m. Holly se despertó para estudiar para un examen.[17]
- 7:30 a.m. Holly respondió una llamada de su novio, Drew Scott, quien se encontraba cazando pavos cerca de la propiedad de su abuela. Los padres de Holly habían salido para sus respectivos trabajos, en este momento su hermano Clint todavía dormía.[17][18]
- 7:42 a.m. Holly hace su última llamada telefónica desde su celular, luego de este punto, todas las llamadas y mensajes de texto que ingresaron a su teléfono no fueron respondidos.[19] En algún momento luego de que esta llamada finalizara, un vecino reporta haber escuchado un grito desde la residencia de Bobo.[17][20]
- 7:46 a.m. El vecino llamó a su madre para contarle lo que oyó, y esta llamó a Karen Bobo a su trabajo.[17][20]
- 7:50 a.m. Clint fue despertado por los ladridos de los perros de la familia y vio a un hombre afuera con Holly. "Aparentaban ser Holly y Drew (Scott). Parecían estar de rodillas, enfrentados uno al otro, en el garage, y estaban conversando. Holly sonaba muy molesta y acalorada. Él hablaba más que ella, y ella solo le respondía sus preguntas. No pude escuchar bien sus palabras. Lo único que pude distinguir fue a Holly decir "No, por qué?". Clint dijo que él creyó que la pareja se estaba separando. En algún punto, Karen llamó a su hogar y habló con Clint. "Le dije, Clint, ese no es Drew. Toma un arma y dispárale". Clint respondió: "Quieres que le dispare a Drew?", aún creyendo que el hombre que estaba con Holly era su novio..[17][20]
- 7:55 a.m. Karen llamó al 911, pero como se encontraba en su lugar de trabajo fue contactada por un representante de otro distrito. Mientras tanto, en su hogar, Clint miró por la ventana y vio al hombre vestido con ropa de camuflaje caminando con Holly hacia el bosque. En este punto, notó que el hombre que estaba con Holly era mucho más grande físicamente que Drew Scott.[20] Intentó llamar al celular de Holly, como también al celular de Scott, pero ninguna de las llamadas fue respondida.[17]
- 8:00 a.m. Karen volvió a llamar a su casa. Clint le dijo lo que vio y ella le indicó que llamara al 911. Clint tomó una pistola cargada y se dirigió afuera, donde encontró manchas de sangre pertenecientes a Holly en la puerta del garaje, luego llamó al 911.[17][21][22]
- 8:10 a.m. La policía llega a la residencia de los Bobo.[17]
- 8:17 a.m. Rastreos al celular muestran a Holly alejándose de su casa, en dirección al Norte.[23] Su celular continúa moviéndose al norte, a un área boscosa cerca de la Interestatal 40, donde sus restos son eventualmente encontrados.[24]
- 8:30–9:00 a.m. El celular deja de moverse por unos 20 a 30 minutos. Luego comienza a viajar nuevamente hacia el sur usando una ruta diferente.[24]
- 9:25 a.m. El último rastreo al celular de Holly proviene de un área donde su teléfono y su tarjeta SIM serán encontrados más tarde.[19]

## La investigación
Clint describió al hombre como de entre 1.78 a 1.80 m de alto, 82 a 91 kilogramos. Pudo observar cabellera negra sobresaliendo de su visera, el cual era lo suficientemente largo como para cubrir su cuello y tocar su clavícula. Clint dijo que el hombre vestía una gorra y ropa de camuflaje desde la cabeza hasta los pies e identificó el patrón como tal vez de la marca Mossy Oak o Leafy Wear. También describió que la voz masculina que había oído era muy grave y profunda.
Se llevaron a cabo extensivas búsquedas en el área donde Bobo desapareció. Muchos objetos pertenecientes a ella fueron hallados esparcidos por el pueblo, incluyendo su lonchera, un recibo a su nombre, una tarjeta de la escuela y su teléfono celular junto a la tarjeta SIM, que había sido removida.
Temprano en la investigación, el Bureau de Investigación de Tennessee (TBI) se enfocó principalmente en un agresor sexual registrado, que encajaba en la descripción de los testigos, llamado Terry Britt. Sus teléfonos fueron intervenidos y su hogar fue rastrillado, pero nunca se le acusó de ningún cargo.
En septiembre del 2014, restos parciales de Bobo fueron hallados en un área boscosa al norte del condado de Decatur, Tennessee, por recolectores de Ginseng, a casi 32 kilómetros de Darden.
El dueño de la propiedad dijo que no era raro ver a gente cazando allí sin permiso. Uno de los hombres que encontró los restos dijo que vio un balde grande en el bosque, el cual él volteó. No se han revelado detalles del contenido de ese balde. Luego dijo haber visto los restos de Bobo esparcidos en el suelo detrás de él. Los investigadores recuperaron su cráneo, dientes, varias costillas y un omóplato. Su cráneo presentaba un agujero de bala en la parte trasera y en la parte derecha, con una trayectoria hacia la izquierda, la cual fracturó su mejilla izquierda cuando salió.

## Los arrestos
Un total de seis hombres han sido implicados en conexión con la desaparición de Bobo. El primero de los arrestos ocurrió en marzo de 2014, antes del descubrimiento de los restos de Holly. Zach Adams, su hermano Dylan Adams y su amigo Jason Autry fueron los que últimamente terminaron siendo acusados de secuestro agravado, homicidio en primer grado y violación. Otros dos hombres, Jeffrey y Mark Pearcy, quienes fueron arrestados bajo los cargos de asesoría luego del hecho y de manipular evidencia; sin embargo, los cargos en contra de los hermanos Pearcy fueron retirados. Otro hombre, Shayne Austin, se suicidó.
No está claro qué llevó inicialmente a los agentes de la ley a sospechar de estos hombres, pero la investigación comenzó con el arresto de Dylan Adams bajo cargos irrelevantes como portar armas. Luego de este arresto, él le confesó a la policía que había sido testigo de ver a Bobo con vida, con su hermano Zach, en su hogar, luego de su secuestro. Una declaración jurada afirma que Dylan le dijo a las autoridades que el 13 de abril de 2011, el fue a la residencia de Zach para buscar su camioneta. Dylan reporta haber "observado a Holly Lynn Bobo sentada en una silla verde en el comedor, vistiendo una remera rosa, junto a Jason Wayne Autry que se encontraba parado solo unos metros más adelante". También le dijo a la policía que Zach estaba "vistiendo shorts de camuflaje, una musculosa negra y un par de crocs verdes". Dylan también indicó que Zach le dijo que "había violado a Bobo y realizado una videograbación" La presunta grabación no ha sido hallada. Dylan luego se retractó de sus declaraciones y alegó que fue forzado a hacerlas, pero su confesión llevó a los arrestos de Zach Adams, Jason Autry y Shayne Austin. Muchos de los detalles contenidos en la confesión fueron eventualmente hallados inconsistentes con la evidencia recolectada, y la narrativa presentada luego en la corte fue ampliamente diferente. A principios de 2017 se anunció que Jason Autry había accedido a testificar en contra de Zach a cambio de lenidad.
En 2014, el fiscal del distrito Matt Stowe, dijo que él y el TBI continuaban "buscando activamente" imponer cargos criminales en contra de otras personas, aunque se negó a nombrar a las partes o a dichos cargos.

### Shayne Austin
A Shayne Kyle Austin se le ofreció inicialmente inmunidad a cambio de información sobre el paradero del cuerpo de Bobo. Registros telefónicos indican que Austin estuvo en contacto con Adams en varias ocasiones durante el día de la desaparición de Bobo y la policía creyó que Austin había ayudado a deshacerse del cuerpo. El acuerdo fue retirado luego de que Austin fuera incapaz o se negara a guiarlos hacia el cuerpo, y el fiscal del distrito lanzó un comunicado indicando que Austin "no ha sido completamente honesto, comunicativo y cooperativo con ninguno de los aspectos de la investigación." En abril, los abogados de Austin presentaron una queja en contra del estado solicitando una orden de prohibición que impidiera al estado imponer cargos en su contra. Austin fue hallado muerto en febrero de 2015, en Bartow, Florida, debido a un aparente suicidio. El abogado de Austin atribuyó el suicidio a la continua persecución y amenazas, como así también a la investigación que había parecido una "cacería de brujas", en la cual se basaron solo en rumores en lugar de evidencias. Sus abogados insistieron en que él no tenía nada que ver con el asesinato y que había cooperado plenamente con la policía.

### Jeff y Mark Pearcy
En julio de 2014, Jeffrey Pearcy y su hermano Mark fueron arrestados y acusados de "asesoría luego del hecho", como así también de manipular evidencia. Se los detuvo en base a alegaciones realizadas por la ex compañera de habitación de Jeff, Sandra King, quién indicó que en mayo de 2014, Jeff le había mostrado parte de un video en el que Adams agredía a Bobo, quién se hallaba atada y llorando. Le dijo también a la policía que había visto un pequeño clip pero que no había visto ningún ataque sexual. La policía consiguió que King realice una llamada monitoreada a Jeff, en la cual le dijo: "Ese video de Holly, si hubieras sido tú, yo lo habría mirado", a lo que él respondió: "lo sé". King alegó que el hermano de Pearcy, Mark, fue quien grabó el video.
Ambos hermanos negaron que un video haya existido y Jeff Pearcy negó también conocer a los otros hombres arrestados por el crimen. Jeff alegó que no había escuchado muy bien a Sandra durante la llamada telefónica y que el nombre de su ex mujer también era Holly. La policía analizó más de 20 teléfonos pero no logró encontrar ningún video. Los cargos en contra de ambos hombres fueron luego retirados y la narrativa descripta por Zach Adams en el juicio no incluyó ninguna mención sobre la implicación de los hermanos Pearcy en el hecho.

## Juicio de Zach Adams
En septiembre de 2017, Zach Adams fue el primero en ir a juicio. El caso de la fiscalía era ampliamente circunstancial, y no había pruebas de ADN o ninguna otra evidencia forense que conectase a Zach con el asesinato. Jason Autry, el testigo clave de la fiscalía, testificó una serie de eventos que diferían drásticamente con la confesión de Dylan. Él indicó que no estaba involucrado en el secuestro, pero que si había ido al hogar de Shayne Austin para comprar drogas cuando vio a Zach, Dylan y Shayne deshaciéndose de la evidencia del crimen. Dijo que Zach había puesto en la parte trasera de su camioneta un cuerpo cubierto con una sábana multicolor y que Shayne estaba quemando evidencia en una fogata.
De acuerdo a Jason Autry, él accedió ayudar a Zach a deshacerse del cuerpo. Condujeron hasta un lugar cerca del Río Tennessee, justo debajo del puente de la Interestatal 40 con intenciones de removerle los órganos para que no flotara nuevamente a la superficie. Luego de bajar su cuerpo del vehículo, se dieron cuenta de que Holly seguía con vida, así que Zack le disparó en la parte trasera de su cabeza. Temiendo que el ruido del disparo pueda atraer a alguien, volvieron a cargar el cuerpo en la camioneta y luego Zach dejó a Jason en su casa. Autry indicó que Zach luego le dijo que se había desecho del cuerpo cerca de un lugar llamado Kelly Ridge. (Sus restos fueron luego encontrados en una ubicación diferente y aún no se sabe cómo fue que terminó allí).
La narrativa presentada en el juicio fue que Zach, Shayne y Dylan fueron a la residencia de Bobo para enseñarle a Clint Bobo a tomar metanfetamina, lo cual Clint negó. Holly salió a su encuentro enfurecida y gritando y allí fue cuando los hombres la abdujeron. La fiscalía alegó que Shayne Austin era el hombre que Clint describió caminando con Holly hacia el bosque, ya que era el único que coincidía en tamaño al hombre que Clint había visto. Se cree que los tres hombres violaron a Holly en un establo de la zona que pertenecía a la abuela de Shayne y Jason Autry.
Dos trozos de papel pertenecientes a Holly, un recibo y una tarjeta, fueron encontrados en el camino cerca de donde Shayne Austin vivía. El Recibo fue encontrado a 22 m de la entrada de Austin.
La fiscalía también presentó otras piezas de evidencia circunstancial que vinculaba a Zach con el asesinato, incluyendo el hecho de que él poseía una camioneta blanca y que un vecino de la familia Bobo había visto una camioneta blanca conduciendo rápidamente la mañana del asesinato. Otros testigos testificaron que Zach había hecho comentarios implicándose a sí mismo en la desaparición. En ese entonces la pareja de Zach, Rebecca Earp, testificó que "él había dicho que me ataría de la misma forma en que lo había hecho con Holly Bobo y que nadie me vería nuevamente." Presuntamente también habría amenazado a Dylan luego de su arresto, diciéndole que "iba a ponerlo en un agujero junto a ella" si no mantenía su boca cerrada.
Un arma, identificada como un revólver largo Smith & Wesson, calibre.32, Arminus modelo HW5, fue presentado como evidencia por la fiscalía. Un ciudadano local, Victor Dinsmore, guió a la policía hacia el arma, alegando que Shayne Austin y Jason Autry se la habían vendido a cambio de drogas. Se reportó haberla encontrado bajo el agua. Análisis forenses realizados en el arma no pudieron encontrar ADN ni huellas y las pruebas balísticas de la fiscalía no pudieron vincular el arma al caso.
El 22 de septiembre de 2017, un jurado halló a Zach Adams culpable de todos los cargos, incluido el de homicidio en primer grado y especialmente el de secuestro agravado y violación agravada. El 23 de septiembre de 2017 fue sentenciado a prisión perpetua sin libertad condicional y dos sentencias consecutivas de 25 años, tanto para la condena de secuestro como para la de violación.

## John Dylan Adams
El 18 de enero de 2018, John Dylan Adams se declaró así mismo inocente de los cargos de facilitar homicidio en primer grado y de secuestro agravado. Fue sentenciado a 15 años por facilitar homicidio en primer grado y a 35 años por secuestro agravado. Se dictó que esas sentencias serían cumplidas concurrentemente, lo que significa que servirá 35 años sin libertad condicional. Dylan aceptó una Doctrina Alford, un tipo de declaración de culpabilidad donde el defendido no admite haber cometido el acto criminal y mantiene su inocencia, pero reconoce que el caso de la fiscalía puede terminar en un veredicto de culpabilidad.

## Alegatos de inocencia
A pesar de las confesiones de Autry, Austin y Dylan Adams, todos los hombres arrestados por el crimen han negado vehementemente su participación en la desaparición y han acusado al estado de tácticas coercitivas. En los inicios de su juicio, Autry alegó que los investigadores habían tratado de que testificara falsamente en contra de Zach Adams. La familia de Dylan Adams, quién padece una discapacidad mental, alegó que "lo mantenían despierto toda la noche, no le daban nada para comer o beber hasta que él finalmente les dijo 'Qué quieren que diga?'" De acuerdo a familiares, Dylan tiene cierta habilidad para leer pero no puede realizar otras acciones como indicar la hora, y creen que Dylan pudo estar siendo manipulado.
En el juicio de Zach, se alegó que el estado usaba técnicas investigativas poco éticas para forzar una confesión por parte de Dylan. En 2014, Dylan fue arrestado bajo cargos de portación de armas que pudieron haber terminado en una larga condena en prisión. El fiscal, que también manejó el caso de Bobo, arregló un trato de no prisión bajo la condición de que fuera a vivir con un oficial de policía retirado, Dennis Benjamin, a quien Dylan no conocía. Cinco semanas después, Benjamin llamó al 911 para reportar que alguien en su hogar quería confesar el asesinato de Holly Bobo. A pesar del hecho de que esta confesión fue la que llevó a los arrestos, mucho de lo que se decía en dicha confesión no coincidía con la evidencia encontrada.
La madre de Dylan alegó que hubo una extensiva coerción en su interrogatorio: "En esta declaración Dylan está tratando de contar su historia sobre lo que pasó, y tiene a este agente del TBI diciéndole 'no te refieres a esto? No te refieres a que pasó de esta manera?' y 'no, Dylan, sucedió de esta forma'. Y puedes darte cuenta que en ese momento Dylan se rindió y dijo 'Ok, si es lo que usted dice, está bien'".
Jeffrey Pearcy también indicó que las declaraciones con respecto a su participación fueron fabricadas por King para ayudar a su hijo, quien había estado en prisión por 14 años y tenía 24 años más en su sentencia. Dijo "he sido abierto y honesto con respecto a todo. Les he dado todo voluntariamente. Tómenlo, está ahí. Mi corazón está con la familia Bobo. Pudo fácilmente haber sido uno de mis hijos. No es correcto darle falsas esperanzas a alguien y eso es justamente lo que han hecho con él. Pero el sistema de justicia no puede simplemente arrastrar a alguien y arruinar su vida entera, es decir, no hay sentido en ello".

### La defensa de Zach Adams
En el juicio de Zach Adams, su defensa mantuvo que era "100% inocente". Alegaron que Jason Autry había inventado una historia a cambio de una sentencia reducida y que aunque algunas partes de su historia parecían corroborarse, él había tenido acceso a todos los detalles desde su descubrimiento. También señalaron el hecho de que los rastreos de celular no coincidían correctamente con el camino que el celular de Holly había tomado y que ninguno de los hombres coincidía con la descripción que Clint había realizado. Zach, Dylan y Jason eran todos muy altos y eran o demasiado flacos o demasiado pesados como para ser el secuestrador. Shayne Austin coincídia en altura y peso, pero Clint había descripto a un hombre de cabellera negra que llegaba hasta su cuello, y Shayne tenía el cabello corto y era pelirrojo.
Terry Dicus, un exagente del TBI, que fue el investigador en jefe del caso, testificó para la defensa. Le dijo al jurado que él había descartado a los hombres temprano en el caso porque Shayne Austin había pasado con éxito la prueba del polígrafo, sus coartadas habían sido verificadas y los registros telefónicas colocaban a Zach y Holly varios kilómetros alejados uno del otro al momento del crimen. De acuerdo a los expertos de la defensa, los celulares de Zach y Holly estaban en sectores separados casi la totalidad del tiempo del secuestro, y solamente se aproximaron el uno al otro alrededor de las 9:10 de la mañana, casi una hora más tarde. Dicus también notó que para que la historia de Autry pudiera encajar con los rastreos telefónicos, tendría que haber viajado a 170 kilómetros por hora, un escenario poco probable en los caminos con ventiscas en los que se movían. La defensa también indicó que a los cuatro hombres se los había descartado como los originadores de una huella de palma encontrada en el auto de Holly, mientras que otro sospechoso, Terry Britt, no pudo ser descartado totalmente.

### Terry Britt
La abogada defensora de Zach, Jennifer Thompson, mantuvo que el sospechoso inicial del caso, Terry Britt, fue realmente el asesino, indicando que "nunca ha sido descartado por el TBI, y de hecho al parecer el gobierno posee más evidencia en su contra que la que tiene en contra de los tres detenidos en este caso".
Britt es un agresor sexual condenado, que ha sido sentenciado por tres violaciones diferentes y que, a la fecha, todavía está preso por el secuestro e intento de violación de otra mujer en 2008. Se argumentó durante el juicio que Britt coincidía con la descripción física y poseía un historial de acosar a mujeres rubias. Clint Bobo también identificó una muestra de la voz de Britt indicando que era muy similar a la voz que él había oído esa mañana.
El exagente Terry Dicus testificó que Britt había fabricado una coartada para esa mañana. Britt le dijo a los investigadores que su esposa se había quedado en casa para ayudarle a instalar una bañera. Durante la investigación, Dicus descubrió que su mujer, Janet, había ido a trabajar esa mañana pero que Britt la había llamado y le pidió que volviera al hogar ya que "tenía la noticia más grande" de la historia del condado. Britt pudo presentar un recibo para la compra de la bañera, pero la tienda no tenía constancia alguna de la transacción. De acuerdo a Dicus, la esposa de Britt había estado presente junto a él en ocasiones previas en las que él había acosado a mujeres. Britt tampoco pudo ser excluido totalmente de ser el originario de la huella en el auto de Holly. Dicus testificó que luego del secuestro de Holly, Terry Britt cambió su apariencia cortando su cabello.
Un inspector alguacil, testificó que en un punto, Britt le dijo "suena como que ya descubrieron todo" y que le indicó que iba a "hacer un trato" pero no especificó sobre qué cargos o condiciones haría ese trato.

## Críticas en contra de la fiscalía
El caso en contra de los hombres acusados han recibido fuertes críticas y hubo conflictos entre miembros de la fiscalía, complicando la investigación. El abogado del distrito Matt Stowe fue elegido para la oficina en el verano de 2014 luego de los arrestos y declaró que él creía haber sido elegido en parte por el escepticismo que rodeaban a los arrestos y las preguntas acerca de si existía suficiente evidencia en contra de los acusados como para obtener una condena. "Ellos (los votantes) querían otro par de ojos en el caso de Holly Bobo, no estaban contentos con todo lo que estaba sucediendo y creo que querían que alguien más diera una ojeada y dijera 'sabemos lo que está pasando'".
En el otoño de 2014, el abogado de Jason Autry, John Herbison, acusó al fiscal de arrestar a los defendidos sin una causa probable, como una "técnica investigativa" poco ética, para luego añadir o retirar cargos estratégicamente antes de las audiencias para así evitar tener que producir evidencia en contra de los acusados. En octubre de 2014, cuando a Dylan Adams se le imputaron cargos de manipulación de evidencia justo unos días después de haber sido acusado de violación, Herbison dijo: "Si esos reportes son correctos, significa que solamente están jugando un juego". Luego añadió: "Lo acusan de algo menos serio para poder mantenerlo encerrado, y cuando llega el momento de responder preguntas acerca de la acusación, la retiran y lo acusan de algo más serio en el circuito de la corte, donde no tiene derecho a una audiencia preliminar".
También señaló el comportamiento similar que el estado tenía con Mark Pearcy para evitar las audiencias. En agosto de 2014, el estado no pudo arreglar un transporte para Pearcy a la corte, causando que su audiencia fuera reagendada para septiembre, pero justo antes de esta nueva audiencia, los cargos fueron retirados bajo la excusa de que Pearcy estaba enfrentando otros cargos federales y que estaban siendo forzados a esperar para proceder con los cargos estatales. Herbison dijo que las leyes regulando dichos cargos federales no imposibilitaban a los cargos del estado. Dijo: "Si el estado alega que ese es el caso, entonces el fiscal está mal informado o no está siendo sincero". Los cargos nunca fueron reinstaurados y el caso en contra de su hermano, Jeff, fue retirado de manera similar.
La abogada de Zach Adamas, Jennifer Thompson, dijo en repetidas ocasiones que no se había presentado la evidencia a la defensa. Por ejemplo, en 2014, el abogado del distrito Matt Stowe hizo una declaración en la que dijo que como Holly se encontraba menstruando al tiempo de su secuestro, se había encontrado mucha evidencia de ADN en la casa de Zachary Adams en el condado de Decatur. Nunca se entregó evidencia de ADN a la defensa ni tampoco se mostró durante el juicio. La abogada también dijo que el examinador médico se refirió muchas veces a materiales que nunca se le habían entregado a ella.
El 17 de diciembre de 2014, nueve meses luego del arresto de Zach Adams, el juez Creed McGinley penalizó a los fiscales por demoras en el caso y por el fracaso del estado en mostrar la evidencia recolectada a la defensa. "Estoy absolutamente sin paciencia con estos casos sin moverse" dijo. El juez ordenó que una lista de materiales fuera llenada para el caso de Zachary Adams en un período de 7 días y que su presentación sea hecha inmediatamente. La fiscalía ignoró ambos límites de tiempo. En respuesta, los abogados de los acusados llenaron mociones para desestimar los cargos. Las mociones acusaban al estado de silencio y "tácticas de gatillo", indicando que, entre otras cosas, todavía tenían que presentar la evidencia de que el cráneo hallado pertenecía a Bobo. "Me parecía que si ellos tenían en su poder un cráneo con un registro dental compatible nos habrían dado esa información inmediatamente. Es un poco sospechoso el porqué no poseemos esa información forense" dijo el abogado de Autrey, Fletcher Long.
Después de la audiencia en diciembre de 2014, una disputa sobre el manejo del caso llevó al TBI a dejar momentáneamente la investigación del caso y cortar vínculos con el distrito entero, indicando que el abogado del distrito Matt Stowe los había acusado de mala conducta. El TBI acordó regresar al caso luego de que Stowe se apartara a sí mismo del caso y se apuntara a Jennifer Nichols como el nuevo fiscal. Luego de las declaraciones de Stowe de mala conducta por parte del TBI, los abogados de la defensa trabajando en el caso indicaron que tenían la intención de citar a Stowe para interrogarlo sobre esta supuesta mala conducta. Correos electrónicos de Wally Kirby, director ejecutivo de la Conferencia de Fiscales de Distrito de Tennessee, revelaron que Stowe acusó al TBI de comprometer el caso al proceder "tan lentamente que los acusados siempre estaban un paso adelante y que el TBI estaba filtrando información y posiblemente encubriendo evidencia".

## La cobertura de los medios
El caso atrajo un alto nivel de cobertura mediática nacional. Discovery Channel publicó un artículo varios meses después de la desaparición, en el que se discutían los altos niveles de cobertura mediática, incluyendo algunas instancias en los que la cobertura mediática errónea había dañado la investigación. Un notable ejemplo de esta desinformación fue la descripción de los últimos movimientos de Holly. Los primeros reportes indicaron erróneamente que Bobo había sido arrastrada hacia el bosque. Clint luego clarificó que Holly había, en efecto, caminado hacia el bosque con un hombre vistiendo camuflaje, ya sea voluntariamente o bajo coerción. Esta clarificación llevó a que se generaran rumores de que Clint había cambiado su historia y que era un sospechoso más en la desaparición de su hermana. Whitney Duncan lo defendió el 17 de abril mediante un tuit, indicando que era inocente y no era sospechoso en el caso. Algunas fuentes primarias habían reportado erróneamente que el cráneo había sido hallado en la propiedad de la familia de Zach Adams. Su cuerpo fue hallado a 16 kilómetros de la propiedad de Adam, en un terreno perteneciente a la familia Tubbs.
La policía recibió decenas de tips erróneos del público, incluyendo un número de "psíquicos", lo cual dificultaba el trabajo de la policía de encontrar pistas importantes.
En la noche del viernes 29 de septiembre de 2017, la cadena ABC aireó un segmento de periodismo investigativo, "Justicia para Holly Bobo", en su programa de horario estelar, 20/20.